# Pam Tillis

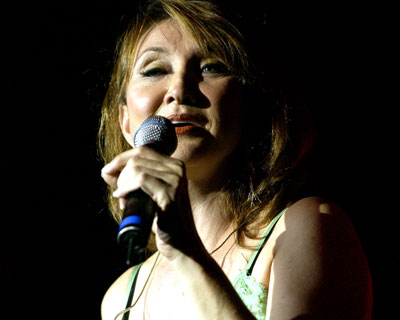
Pam Tillis

Pam Tillis (Plant City, 24 de julho de 1957) é uma cantora estadunidense do gênero música country.

## Discografia (álbuns)
- 1983 - Beyond The Doll Of Cutey (Warner)
- 1991 - Put Yourself In My Place (Arista)
- 1992 - Homeward Looking Angel (Arista)
- 1994 - Sweetheart's Dance (Arista)
- 1995 - All Of This Love (Arista)
- 1997 - Greatest Hits (Arista)
- 1998 - Every Time (Arista)
- 2001 - Thunder And Roses (Arista)
- 2002 - It's All Relative (Epic)
- 2007 - Rhinestoned